# Нихон хиданкё
Японская конфедерация организаций пострадавших от атомных и водородных бомб (яп. 日本原水爆被害者団体協議会 Нихон гэнсуйбаку хигайся дантай кё:гикай, The Japan Confederation of A- and H-Bomb Sufferers Organizations), часто сокращается до Нихон Хиданкё (яп. 日本被団協, Nihon Hidankyo) — общественная организация, образованная в 1956 году хибакуся, людьми, выжившими при ядерных бомбардировках Японии, с целью оказать давление на японское правительство, улучшить поддержку пострадавших и лоббировать в правительстве отказ от ядерного оружия.
Деятельность организации включала предоставление свидетельских показаний, издание резолюций и публичных обращений, а также направление ежегодных делегаций в различные международные организации, включая Организацию Объединенных Наций, для отстаивания идеи глобального ядерного разоружения.
Организация была удостоена Нобелевской премии мира 2024 года «за усилия по достижению мира, свободного от ядерного оружия, и за демонстрацию свидетельскими показаниями того, что ядерное оружие никогда больше не должно быть применено».